# Chrysoleon punctatus
Chrysoleon punctatus is een insect uit de familie van de mierenleeuwen (Myrmeleontidae), die tot de orde netvleugeligen (Neuroptera) behoort. 
Chrysoleon punctatus is voor het eerst wetenschappelijk beschreven door Banks in 1910.